# Bezirk Lienz
Der Bezirk Lienz [ˈliːɛnt͜s] ist ein politischer Bezirk des österreichischen Bundeslandes Tirol. Er ist der flächenmäßig größte Tiroler Bezirk und deckungsgleich mit dem Landesteil Osttirol. Verwaltungssitz ist die Stadt Lienz.

## Geografie

### Lage
Der Bezirk Lienz, mit 2.020,12 km² flächenmäßig der größte Bezirk Tirols und fünftgrößte Österreichs, ist durch einen etwa 9,5 km langen Streifen Südtiroler und Salzburger Gebiets (das Ahrntal und das Krimmler Achental) von Nordtirol getrennt und bildet somit eine Exklave des Bundeslands Tirol.
Osttirol grenzt an die Bundesländer Salzburg und Kärnten sowie die italienischen Regionen Trentino-Südtirol und Venetien. Die Haupttäler des Bezirkes sind das Pustertal, das Iseltal, das Defereggental, das Virgental, das Kalser Tal und das Tiroler Gailtal; große Flächen des Bezirkes werden von den Gebirgen der Hohen Tauern und der Karnischen Alpen eingenommen.

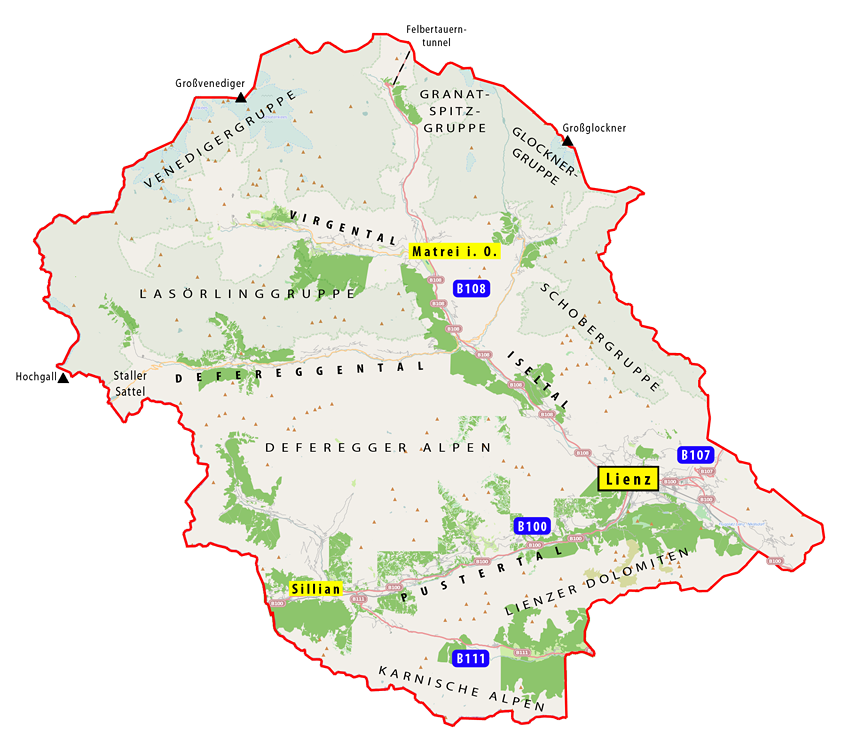
Gebirgsgruppen und Alpentäler in Osttirol

### Flüsse
Hauptflüsse des Bezirks sind die Drau und die in Lienz in die Drau einmündende Isel. Die wichtigsten Zuflüsse der Isel sind der Tauernbach, der Kalserbach und die Schwarzach, die Drau wird in Osttirol wiederum vom Villgratenbach und Debantbach gespeist. Ein weiterer wichtiger Fluss im Bezirk ist die Gail, die durch das Tilliacher Tal (Gailtal) fließt und letztlich in Villach (Kärnten) ebenfalls in die Drau mündet.

### Gebirge
Osttirol hat großen Anteil an den Hohen Tauern, wobei Venedigergruppe, Granatspitzgruppe, Glocknergruppe, Schobergruppe, Goldberggruppe, Rieserfernergruppe, Kreuzeckgruppe und Villgratner Berge ganz oder teilweise auf Osttiroler Gebiet liegen. Im Süden hat Osttirol auch Anteil an den Gailtaler Alpen (Lienzer Dolomiten) und dem Karnischen Hauptkamm. In Osttirol liegen mehr als 150 selbständige Berggipfel mit einer Höhe von wenigstens 3000 Meter über Adria.

### Benachbarte Gebiete
| Nordtirol ∗                                       | Bezirk Zell am See/Pinzgau (Salzburg)       |                                      |
| Bezirksgemeinschaft Pustertal (Südtirol, Italien) | Kompassrose, die auf Nachbargemeinden zeigt | Bezirk Spittal an der Drau (Kärnten) |
|                                                   | Provinz Belluno ∗∗ (Italien)                | Bezirk Hermagor (Kärnten)            |

## NUTS-Gliederung: AT333 Osttirol
In der für die amtliche Statistik der EU geführten NUTS-Gliederung ist Osttirol eine der fünf Gruppen von Bezirken (Ebene NUTS:AT-2) in Tirol, trägt den Code AT333 und umfasst den gesamten politischen Bezirk.

## Geschichte

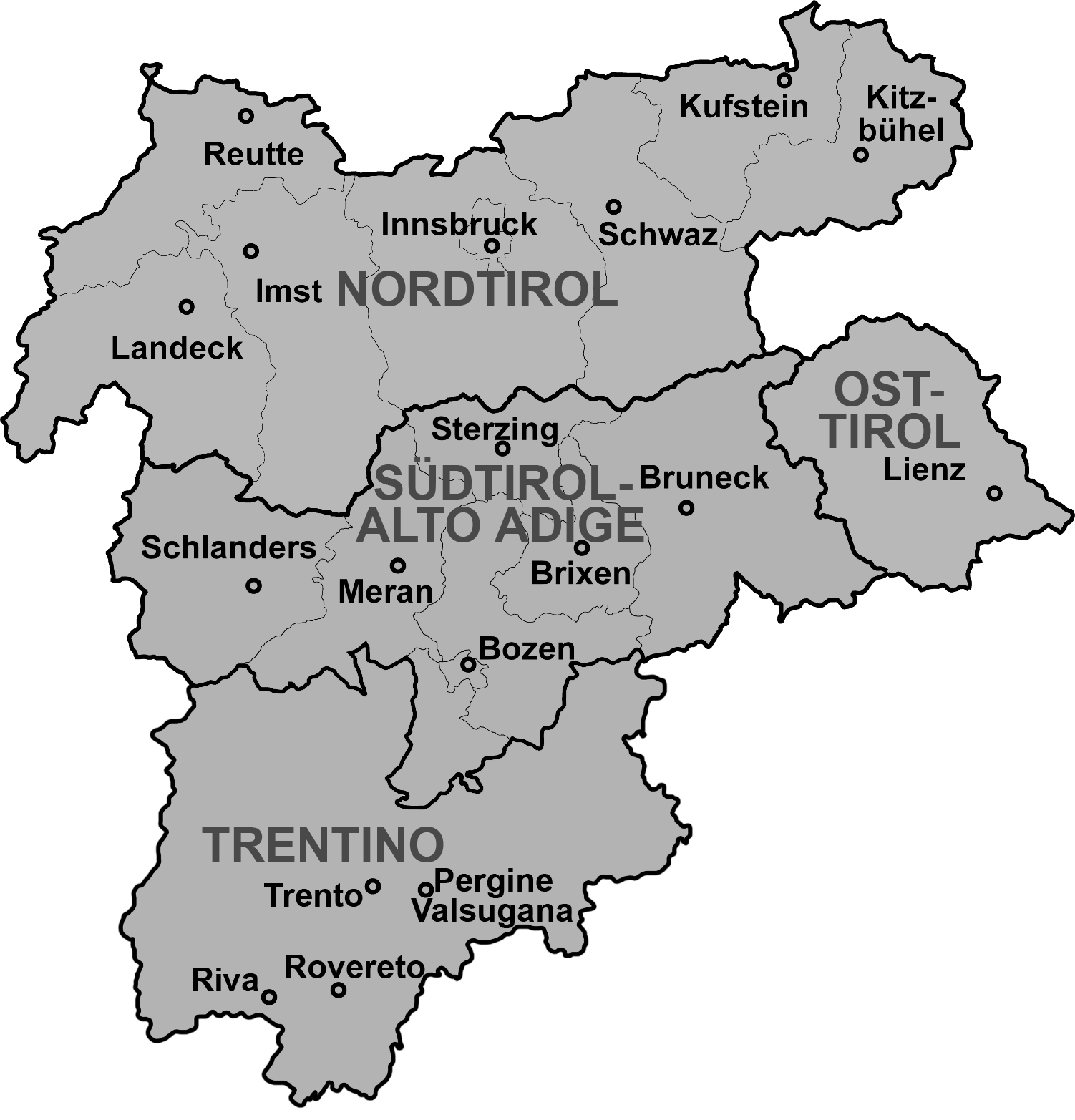
Die historische Region Tirol, welche die heutige Europaregion Tirol–Südtirol–Trentino darstellt

Das Land Tirol, ehemalige Grafschaft des Habsburgerreiches, die am Ende des Ersten Weltkrieges zwischen Österreich und Italien geteilt wurde, gliedert sich in vier Teile:
- Nordtirol und Osttirol (der Bezirk Lienz) gehören gemeinsam als Bundesland Tirol mit der Hauptstadt Innsbruck nach wie vor zu Österreich,
- Südtirol (die Autonome Provinz Bozen – Südtirol) mit der Hauptstadt Bozen
- und das Trentino (Welschtirol, Autonome Provinz Trient) mit der Hauptstadt Trient kamen zu Italien und bilden die italienische Region Trentino-Südtirol.

Heute bilden die vier Landesteile in Österreich und Italien die gemeinsame Europaregion Tirol-Südtirol-Trentino.

## Ehemalige Gemeinden des Bezirks Lienz
Im Bezirk Lienz kam es erstmals 1850/52 zu Gemeindezusammenlegungen, als zahlreiche Rotten im Pustertal zur Gemeinde Assling, Untergaimberg und Obergaimberg zur Gemeinde Gaimberg, sowie Stribach und Göriach zur Gemeinde Göriach-Stribach vereinigt wurden.
Einen massiven Einschnitt in die Verwaltungsstruktur des Bezirks Lienz bedeutete das Ende des Ersten Weltkriegs, in dessen Folge Osttirol durch den Friedensvertrag von St. Germain die Gemeinden Innichberg, Innichen, Sexten, Vierschach, Wahlen und Winnebach an Italien abtreten musste. In der Folge wurde der Gerichtsbezirk Sillian aufgelöst und die bei Osttirol verbliebenen Gemeinden dem Gerichtsbezirk Lienz zugeschlagen.
Zur umfangreichsten Änderung der Gemeindestruktur kam es durch die Machtübernahme der Nationalsozialisten, wobei 1939 zahlreiche Osttiroler Gemeinden zusammengelegt wurden. 40 bisher unabhängige Gemeinden wurden im Zuge dieser Umstrukturierung zu nur noch 15 Gemeinden zusammengelegt. Nach dem Ende des Zweiten Weltkriegs wurde diese Maßnahme teilweise wieder rückgängig gemacht. So erlangten Außervillgraten und Innervillgraten wieder ihre Unabhängigkeit, Schlaiten wurde aus Ainet ausgemeindet und auch Abfaltersbach und Tessenberg erhielten von Strassen wieder ihre Unabhängigkeit. Ebenso wurde Panzendorf aus Sillian ausgemeindet und die Gemeinde Grafendorf wieder aufgelöst, womit die Ortsteile Gaimberg und Thurn wieder ihre Selbständigkeit erlangten. Aus Dölsach wurde wiederum die Gemeinde Iselsberg-Stronach herausgelöst. Ebenso wurden die Gemeinden Amlach und Lavant wieder selbständig, die ab 1939 zu Tristach gehört hatten.
Zur letzten Veränderung kam es 1974, als Tessenberg und Panzendorf zur Gemeinde Heinfels vereinigt wurden.
| Gemeindename             | Anmerkung                                                                                 |
| ------------------------ | ----------------------------------------------------------------------------------------- |
| Alkus                    | 1939 mit Ainet, Gwabl und Schlaiten zur Gemeinde Ainet vereinigt                          |
| Arnbach                  | 1939 mit Sillianberg zu Sillian eingemeindet                                              |
| Bannberg                 | 1939 nach Assling eingemeindet                                                            |
| Burgfrieden              | 1939 nach Leisach eingemeindet                                                            |
| Burg-Vergein             | ab 1850 Teil der Gemeinde Assling                                                         |
| Dörfl                    | ab 1850 Teil der Gemeinde Assling                                                         |
| Glanz                    | 1939 mit Oberdrum und Oberlienz zur Gemeinde Oberlienz vereinigt                          |
| Göriach                  | 1852 mit Stribach zur Gemeinde Göriach-Stribach vereinigt, ab 1939 Teil von Dölsach       |
| Göriach-Stribach         | 1939 mit Görtschach-Gödnach nach Dölsach eingemeindet                                     |
| Görtschach-Gödnach       | 1939 mit Göriach-Stribach nach Dölsach eingemeindet                                       |
| Grafendorf               | 1939 aus Gaimberg und Thurn gebildet. 1949 wieder aufgelöst                               |
| Gwabl                    | 1939 mit Ainet, Alkus und Schlaiten zur Gemeinde Ainet vereinigt                          |
| Hollbruck                | 1939 nach Kartitsch eingemeindet                                                          |
| Innichberg               | 1919 an Italien abgetreten, heute Teil der Gemeinde Innichen                              |
| Innichen                 | 1919 an Italien abgetreten                                                                |
| Iselsberg                | 1850 mit Stronach zur Gemeinde Iselsberg-Stronach vereinigt                               |
| Kosten                   | ab 1850 Teil der Gemeinde Assling                                                         |
| Lengberg                 | 1939 mit Nörsach und Nikolsdorf zur Gemeinde Nikolsdorf vereinigt                         |
| Matrei in Osttirol Land  | 1939 mit Matrei in Osttirol Markt zur Gemeinde Matrei in Osttirol vereinigt               |
| Matrei in Osttirol Markt | 1939 mit Matrei in Osttirol Land zur Gemeinde Matrei in Osttirol vereinigt                |
| Nörsach                  | 1939 mit Lengberg und Nikolsdorf zur Gemeinde Nikolsdorf vereinigt                        |
| Nußdorf in Osttirol      | 1969 in Nußdorf-Debant umbenannt                                                          |
| Oberassling              | ab 1850 Teil der Gemeinde Assling                                                         |
| Oberdrum                 | 1939 mit Glanz und Oberlienz zur Gemeinde Oberlienz vereinigt                             |
| Obergaimberg             | 1850 mit Untergaimberg zur Gemeinde Gaimberg vereinigt                                    |
| Obernußdorf              | 1939 mit Unternußdorf zur Gemeinde Nußdorf in Osttirol (ab 1969 Nußdorf-Debant) vereinigt |
| Panzendorf               | 1974 mit Tessenberg zu Heinfels vereinigt                                                 |
| Patriasdorf              | 1939 zu Lienz eingemeindet                                                                |
| Penzendorf               | ab 1850 Teil der Gemeinde Assling                                                         |
| Schrottendorf            | ab 1850 Teil der Gemeinde Assling                                                         |
| Sexten                   | 1919 an Italien abgetreten                                                                |
| Sillianberg              | 1939 mit Arnbach zu Sillian eingemeindet                                                  |
| St. Justina              | 1850 nach Assling eingemeindet                                                            |
| Stribach                 | 1852 mit Göriach zur Gemeinde Göriach-Stribach vereinigt, ab 1939 Teil von Dölsach        |
| Stronach                 | 1850 mit Iselsberg zur Gemeinde Iselsberg-Stronach vereinigt                              |
| Tessenberg               | 1974 mit Panzendorf zu Heinfels vereinigt                                                 |
| Thal                     | 1850 nach Assling eingemeindet                                                            |
| Unterassling             | ab 1850 Teil der Gemeinde Assling                                                         |
| Untergaimberg            | 1850 mit Obergaimberg zur Gemeinde Gaimberg vereinigt                                     |
| Unternußdorf             | 1939 mit Obernußdorf zur Gemeinde Nußdorf in Osttirol (ab 1969 Nußdorf-Debant) vereinigt  |
| Vierschach               | 1919 an Italien abgetreten, heute Teil der Gemeinde Innichen                              |
| Villgraten               | 1939 aus Außervillgraten und Innervillgraten gebildet, 1949 wieder aufgelöst              |
| Wahlen                   | 1919 an Italien abgetreten, heute Teil der Gemeinde Toblach                               |
| Winnebach                | 1919 an Italien abgetreten, heute Teil der Gemeinde Innichen                              |

## Wirtschaft und Infrastruktur

### Wirtschaft
Die Wirtschaft des Bezirks war früher durch die traditionelle Landwirtschaft, v. a. die Milchwirtschaft geprägt, die aber an Bedeutung verloren hat. Heute ist die Region durch den Dienstleistungsbereich geprägt, hier dominieren vor allem Handel und Tourismus.
Bedeutende Industrie- und Gewerbestandorte sind Lienz und Sillian, große Produktionsbetriebe sind in den Bereichen Maschinenbau und Bauwirtschaft zu finden.
Der Bezirk hat einen großen Anteil an Auspendlern, Ziele sind vor allem der Raum Innsbruck, das benachbarte Oberkärnten und das Land Salzburg.

### Verkehr
Die kürzeste Straßenverbindung von Nordtirol führt über die Felbertauernstraße B 108 und den Felbertauerntunnel (circa 5,3 km) in den Pinzgau. Vom Verkehrsknotenpunkt Lienz zweigt neben der Felbertauernstraße noch die Drautalstraße B 100 in das Pustertal Richtung Südtirol bzw. in das Drautal Richtung Kärnten ab.
Die Eisenbahnlinie Sillian-Lienz-Oberdrauburg bindet den Bezirk an das Verkehrsnetz. Die öffentliche Verkehrsanbindung von Lienz zur Landeshauptstadt Innsbruck wurde durch tägliche Regionalexpresszüge über Südtiroler Gebiet und den Brenner gewährleistet. Zurzeit verkehrt die Linie 960x (Bus) mehrmals täglich durch das Pustertal zwischen Lienz und Innsbruck. Die Idee der Wiedereinführung der Zugverbindung steht im Raum.
Weiters ist der Bezirk Lienz durch den Flugplatz Lienz-Nikolsdorf für Kleinflugzeuge bis 5700 kg über den Luftweg erreichbar.

## Angehörige Gemeinden
Der Bezirk Lienz umfasst 33 Gemeinden, darunter die Stadt Lienz und die Marktgemeinden Matrei in Osttirol, Nußdorf-Debant und Sillian.

Gemeinden des Bezirks Lienz

Regionen in der Tabelle sind Tiroler Planungsverbände (Stand: Juli 2025)
| Gemeinde                   | Lage | Ew     | km²    | Ew / km² | Gerichtsbezirk | Region                   | Typ             | Foto | Metadaten         |
| -------------------------- | ---- | ------ | ------ | -------- | -------------- | ------------------------ | --------------- | ---- | ----------------- |
| Abfaltersbach              |      | 646    | 10,28  | 63       | Lienz          | 35 - Osttiroler Oberland | Gemeinde        | ja   | Gem.Kennz.: 70701 |
| Ainet                      |      | 914    | 40,44  | 23       | Lienz          | 36 - Lienzer Talboden    | Gemeinde        | ja   | Gem.Kennz.: 70702 |
| Amlach                     |      | 528    | 22,47  | 23       | Lienz          | 36 - Lienzer Talboden    | Gemeinde        | ja   | Gem.Kennz.: 70703 |
| Anras                      |      | 1.210  | 62,08  | 19       | Lienz          | 35 - Osttiroler Oberland | Gemeinde        | ja   | Gem.Kennz.: 70704 |
| Assling                    |      | 1.730  | 98,96  | 17       | Lienz          | 36 - Lienzer Talboden    | Gemeinde        | ja   | Gem.Kennz.: 70705 |
| Außervillgraten            |      | 715    | 79,10  | 9        | Lienz          | 35 - Osttiroler Oberland | Gemeinde        | ja   | Gem.Kennz.: 70706 |
| Dölsach                    |      | 2.319  | 24,15  | 96       | Lienz          | 36 - Lienzer Talboden    | Gemeinde        | ja   | Gem.Kennz.: 70707 |
| Gaimberg                   |      | 865    | 7,28   | 119      | Lienz          | 36 - Lienzer Talboden    | Gemeinde        | ja   | Gem.Kennz.: 70708 |
| Heinfels                   |      | 1.026  | 14,58  | 70       | Lienz          | 35 - Osttiroler Oberland | Gemeinde        | ja   | Gem.Kennz.: 70735 |
| Hopfgarten in Defereggen   |      | 661    | 73,17  | 9        | Lienz          | 34 - Iselregion          | Gemeinde        | ja   | Gem.Kennz.: 70709 |
| Innervillgraten            |      | 905    | 87,84  | 10       | Lienz          | 35 - Osttiroler Oberland | Gemeinde        | ja   | Gem.Kennz.: 70710 |
| Iselsberg-Stronach         |      | 612    | 17,96  | 34       | Lienz          | 36 - Lienzer Talboden    | Gemeinde        | ja   | Gem.Kennz.: 70711 |
| Kals am Großglockner       |      | 1.111  | 180,57 | 6,2      | Lienz          | 34 - Iselregion          | Gemeinde        | ja   | Gem.Kennz.: 70712 |
| Kartitsch                  |      | 759    | 58,91  | 13       | Lienz          | 35 - Osttiroler Oberland | Gemeinde        | ja   | Gem.Kennz.: 70713 |
| Lavant                     |      | 347    | 22,55  | 15       | Lienz          | 36 - Lienzer Talboden    | Gemeinde        | ja   | Gem.Kennz.: 70714 |
| Leisach                    |      | 731    | 33,29  | 22       | Lienz          | 36 - Lienzer Talboden    | Gemeinde        | ja   | Gem.Kennz.: 70715 |
| Lienz                      |      | 12.107 | 15,94  | 760      | Lienz          | 36 - Lienzer Talboden    | Stadt- gemeinde | ja   | Gem.Kennz.: 70716 |
| Matrei in Osttirol         |      | 4.619  | 277,75 | 17       | Lienz          | 34 - Iselregion          | Markt- gemeinde | ja   | Gem.Kennz.: 70717 |
| Nikolsdorf                 |      | 865    | 33,60  | 26       | Lienz          | 36 - Lienzer Talboden    | Gemeinde        | ja   | Gem.Kennz.: 70718 |
| Nußdorf-Debant             |      | 3.415  | 53,44  | 64       | Lienz          | 36 - Lienzer Talboden    | Markt- gemeinde | ja   | Gem.Kennz.: 70719 |
| Oberlienz                  |      | 1.485  | 33,82  | 44       | Lienz          | 36 - Lienzer Talboden    | Gemeinde        | ja   | Gem.Kennz.: 70720 |
| Obertilliach               |      | 669    | 65,06  | 10       | Lienz          | 35 - Osttiroler Oberland | Gemeinde        | ja   | Gem.Kennz.: 70721 |
| Prägraten am Großvenediger |      | 1.134  | 180,34 | 6,3      | Lienz          | 34 - Iselregion          | Gemeinde        | ja   | Gem.Kennz.: 70723 |
| St. Jakob in Defereggen    |      | 821    | 186,11 | 4,4      | Lienz          | 34 - Iselregion          | Gemeinde        | ja   | Gem.Kennz.: 70724 |
| St. Johann im Walde        |      | 295    | 32,82  | 9        | Lienz          | 34 - Iselregion          | Gemeinde        | ja   | Gem.Kennz.: 70725 |
| St. Veit in Defereggen     |      | 616    | 61,49  | 10       | Lienz          | 34 - Iselregion          | Gemeinde        | ja   | Gem.Kennz.: 70726 |
| Schlaiten                  |      | 469    | 36,62  | 13       | Lienz          | 36 - Lienzer Talboden    | Gemeinde        | ja   | Gem.Kennz.: 70727 |
| Sillian                    |      | 2.028  | 36,26  | 56       | Lienz          | 35 - Osttiroler Oberland | Markt- gemeinde | ja   | Gem.Kennz.: 70728 |
| Strassen                   |      | 809    | 17,04  | 47       | Lienz          | 35 - Osttiroler Oberland | Gemeinde        | ja   | Gem.Kennz.: 70729 |
| Thurn                      |      | 646    | 12,27  | 53       | Lienz          | 36 - Lienzer Talboden    | Gemeinde        | ja   | Gem.Kennz.: 70731 |
| Tristach                   |      | 1.500  | 18,80  | 80       | Lienz          | 36 - Lienzer Talboden    | Gemeinde        | ja   | Gem.Kennz.: 70732 |
| Untertilliach              |      | 213    | 36,34  | 5,9      | Lienz          | 35 - Osttiroler Oberland | Gemeinde        | ja   | Gem.Kennz.: 70733 |
| Virgen                     |      | 2.241  | 88,82  | 25       | Lienz          | 34 - Iselregion          | Gemeinde        | ja   | Gem.Kennz.: 70734 |